# Moreirense FC
Der Moreirense Futebol Clube ist ein portugiesischer Fußballverein. Er wurde 1938 gegründet und ist in Moreira de Cónegos, einer Gemeinde nahe Guimarães, beheimatet. Das Heimstadion ist das Estádio Comendador Joaquim de Almeida Freitas und bietet 6131 Plätze. Die Vereinsfarben sind Grün und Weiß, die bei den traditionellen Trikots im Schachbrettmuster angeordnet sind.
Größter Vereinserfolg ist bislang, neben dem Aufstieg in die 1. Liga in der Saison 2001/02, dem allerdings der Abstieg in der Saison 2004/05 folgte, der Gewinn des portugiesischen Ligapokals im Finale von Faro (Estádio Algarve), wo man den SC Braga 1:0 besiegte, nachdem man bereits in den Runden zuvor mit Benfica Lissabon und dem FC Porto zwei der portugiesischen Big Three ausgeschaltet hatte. Zum Abschluss der Saison 2011/12 belegte der Club Platz zwei hinter GD Estoril Praia und stieg erneut in die Primeira Liga auf.

## Kader Saison 2024/25
| Nr. |               | Position | Name              |
| --- | ------------- | -------- | ----------------- |
| 16  | Portugal      | TW       | Mika              |
| 22  | Brasilien     | TW       | Caio Secco        |
| 40  | Brasilien     | TW       | Kewin Silva       |
| 2   | Spanien       | AB       | Dani Morer        |
| 3   | Brasilien     | AB       | Michel            |
| 15  | Portugal      | AB       | Leonardo Buta     |
| 23  | Niederlande   | AB       | Godfried Frimpong |
| 26  | Brasilien     | AB       | Maracás           |
| 44  | Brasilien     | AB       | Marcelo           |
| 66  | Guinea-Bissau | AB       | Gilberto Batista  |
| 76  | Portugal      | AB       | Dinis Pinto       |
| 5   | Kap Verde     | MF       | Sidnei Tavares    |
| 6   | Portugal      | MF       | Ismael            |
| 11  | Brasilien     | MF       | Alan              |

| Nr. |                  | Position | Name                |
| --- | ---------------- | -------- | ------------------- |
| 20  | Portugal         | MF       | Benny               |
| 25  | Portugal         | MF       | Afonso Assis        |
| 28  | Portugal         | MF       | Guilherme Liberato  |
| 80  | Ghana            | MF       | Lawrence Ofori      |
| 7   | Portugal         | ST       | Hernâni             |
| 8   | Portugal         | ST       | Ivo Rodrigues       |
| 9   | Äquatorialguinea | ST       | Luís Asué           |
| 10  | Curaçao          | ST       | Jeremy Antonisse    |
| 17  | Spanien          | ST       | Cedric Teguia       |
| 19  | Spanien          | ST       | Joel Jorquera       |
| 21  | Portugal         | ST       | Pedro Santos        |
| 95  | Brasilien        | ST       | Guilherme Schettine |
| 99  | Brasilien        | ST       | Yan Maranhão        |

Letzte Aktualisierung: 16. Juni 2025

## Erfolge
- Portugiesischer Ligapokal: 2017

## Trainer
- Petit (2017, 2018–)